# Save Up All Your Tears
Save Up All Your Tears è un brano musicale scritto da Desmond Child e Diane Warren e pubblicato originariamente dalla cantante britannica Bonnie Tyler nel 1988 come singolo estratto dall'album Hide Your Heart.

## Versione di Robin Beck
Nel 1989 la cantante statunitense Robin Beck pubblicò una sua versione come singolo estratto dall'album Trouble or Nothin'.

## Versione di Cher
La cantante statunitense Cher incise il brano nel 1991, pubblicandolo come estratto dal suo disco Love Hurts.

### Classifiche
| Classifica (1991)                 | Posizione massima |
| --------------------------------- | ----------------- |
| Classifica generale (Stati Uniti) | 37                |